# Junco do Maranhão
Junco do Maranhão is een gemeente in de Braziliaanse deelstaat Maranhão. De gemeente telt 3.950 inwoners (schatting 2009).